# チョコレート効果

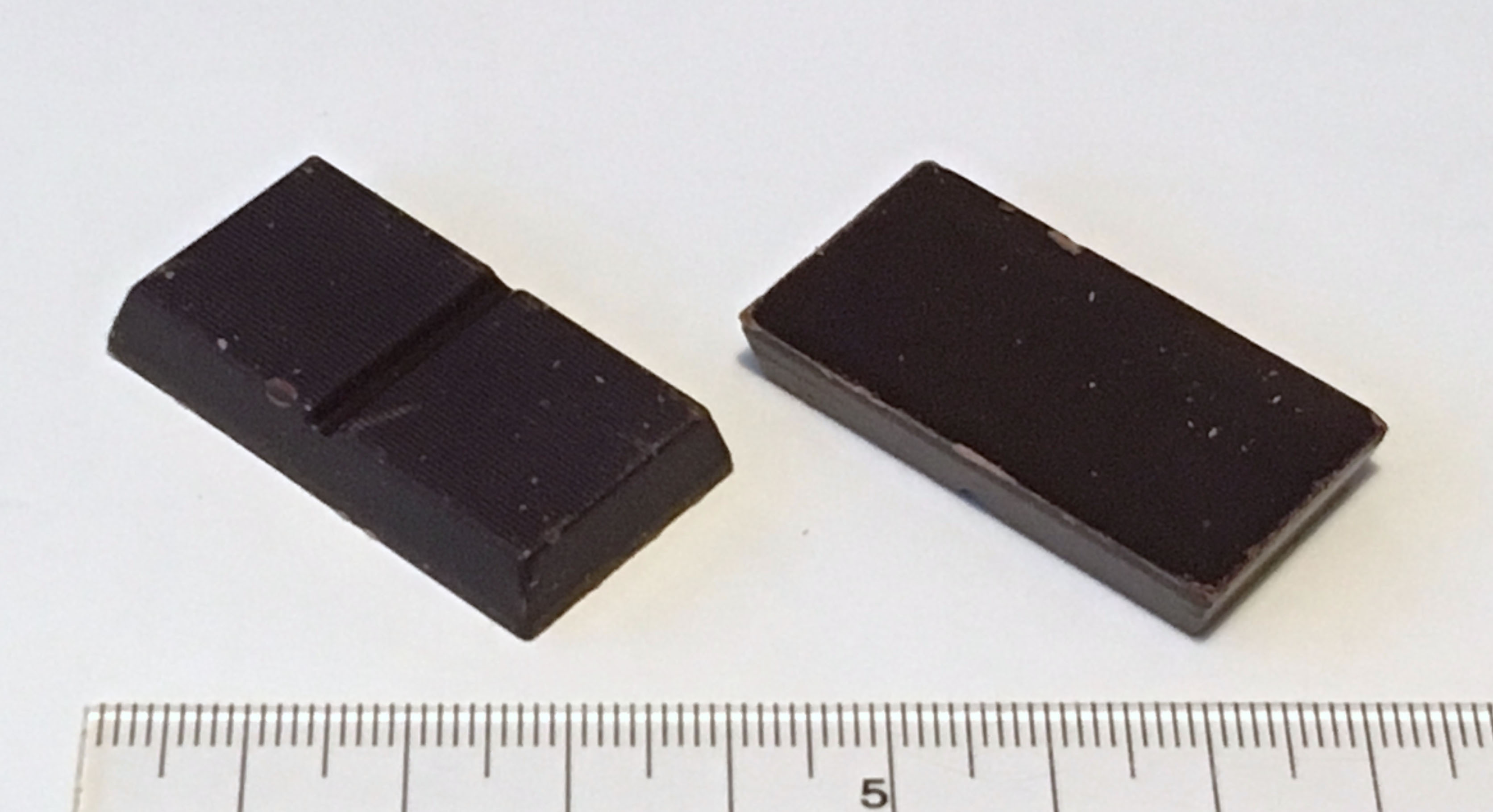
明治 チョコレート効果 CACAO 72%

チョコレート効果（チョコレートこうか）は、明治が販売しているチョコレート菓子。キャッチコピーは"スタイルフリーなチョコレート"。

## 概要
1998年4月に"健康とおいしさを考えた大人のチョコレート"のキャッチコピーで販売開始。カカオポリフェノールを多く含んだチョコレートであり、標準のチョコレートの2倍以上の量が含まれている。

## バリエーション
- チョコレート効果カカオ95%
- チョコレート効果カカオ86%
- チョコレート効果カカオ72%
- チョコレート効果カカオ72% 素焼きクラッシュアーモンド
- チョコレート効果カカオ72% 粗くだきカカオ豆
- チョコレート効果Wプラスカカオ72%